# Another Day (游戏)
Another Day（台湾：末日禁区、中国大陆：绝地反击）是由Queen's Soft开发的一款TPS游戏，游戏背景设置于未来。目前只在韩国、日本、台湾及中国大陆建立服务器，光宇游戏2010年7月左右获得Another Day在中国大陆的代理权并在2010年12月17日开始不删档封测。日本服务器因为人气关系已经在2011年5月31日关闭服务器停运。

## 简介
和市面上大部分TPS游戏不同的是末日禁区将背景设置在未来，那是的人们身上都装备着高科技武器，飞、隐身都不在是幻想。人类也因为资源短缺不得不寻找新的资源。

## 相关网站
- 《绝地反击》官方网站
- 《末日禁区》官方网站（页面存档备份，存于）
- 韩国官方网站（页面存档备份，存于）
- 日本官方网站